# Armand Louis Debroc
Armand-Louis de Broc, né le 15 février 1772 à Baugé (Maine-et-Loire) et mort le 11 mars 1810 à Milan (Italie), est un général français de la Révolution et de l’Empire.

## États de service
Il entre au service dans le régiment de Condé dragons (2e) le 1er mai 1788, et devient sous-lieutenant le 30 novembre même année, et lieutenant le 1er mars 1792. Le 14 septembre suivant, à l'affaire de la Croix-aux-Bois en (Champagne), il reçoit un coup de sabre qui le met hors de combat.
Capitaine le 8 du même mois, il se trouve à la bataille de Nerwinde, où il est encore atteint de deux coups de sabre à la tête et au bras gauche. Chef d'escadron le 3 germinal an III, il sert aux armées d'Allemagne, du Danube et du Rhin de l'an IV à l'an IX. Major du 5e régiment de dragons le 6 brumaire an XII, membre de la Légion d'honneur le 11 germinal, colonel du 13e de dragons le 13 floréal, officier de la Légion d'honneur le 25 prairial de la même année, et aide-de-camp du prince Louis Bonaparte, qui l'a eu sous ses ordres dans le 5e régiment de dragons, il fait la guerre de l'an XIV en Autriche.
Sa conduite à Austerlitz, où il est blessé d'un coup de feu à la main gauche, lui vaut le grade de commandeur de la Légion d'honneur le 4 nivôse an XIV. Grand maréchal du palais du roi de Hollande le 7 juillet 1806. Passé au service du Royaume de Hollande en qualité de général-major le 1er juin 1806, il rentre au service de France comme colonel le 18 octobre 1808.
L'Empereur le nomme général de brigade le 3 mars 1809, et lui confie le 1er mars, le commandement des troupes à cheval qui doivent se réunir à Ulm. Il rejoint ensuite l'armée d'Italie, se fait remarquer le 2 mai à Montebello, où il reçoit un coup de feu à la tête, à Sacile le 9 du même mois, et aux batailles de Raab et d'Engersdorf le 5 juillet. À Wagram, il culbute le corps ennemi qui lui est opposé.
Debroc est fait chevalier de la Couronne de fer et baron de l'Empire. Il a reçu en Hollande la grand-croix de l'Ordre de l'Union.
Il est mort à Milan le 11 mars 1810.

## État de service
- 20 octobre 1805 : Colonel du 13e régiment de dragons
- 30 août 1806 : Major-général au service de la Hollande
- 3 mars 1809 : Général de brigade

## Décorations, titres, honneurs
- 25 décembre 1805 :  Commandeur de la Légion d'honneur
- Grand-croix de l'Ordre de l'Union.

## Source
« Armand Louis Debroc », dans Charles Mullié, Biographie des célébrités militaires des armées de terre et de mer de 1789 à 1850, 1852 [détail de l’édition]